# Cisticola njombe
Fuinha-de-njombe (Cisticola njombe) é uma espécie de ave da família Cisticolidae.
Pode ser encontrada nos seguintes países: Malawi, Tanzânia e Zâmbia.
Os seus habitats naturais são: campos rupestres subtropicais ou tropicais.